# Sparasion amabile
Sparasion amabile är en stekelart som beskrevs av Charles Thomas Brues 1940. Sparasion amabile ingår i släktet Sparasion och familjen Scelionidae. Inga underarter finns listade i Catalogue of Life.